# جون رون
جون رون (بالإنجليزية: John Roane)‏ (و. 1766 – 1838 م)هو سياسي من الولايات المتحدة الأمريكية . ولد في مقاطعة كينغ ويليام، فيرجينيا .تولى منصب عضو مجلس نواب الولايات المتحدة من ولاية فرجينيا .
وهو عضو في الحزب الديمقراطي الأمريكي .
توفي في مقاطعة كينغ ويليام، فيرجينيا .